# Southern Cross University
Southern Cross University är ett universitet i Australien.   Det ligger i regionen Lismore Municipality och delstaten New South Wales, i den östra delen av landet, 800 km nordost om huvudstaden Canberra. 